# Qira'at
In de islam zijn Qirāʼat (Arabic: قراءات, lett. 'recitaties of lezingen'; mv. van Qirāʼāh) verschillende taalkundige, lexicale, fonetische, morfologische en syntactische vormen die zijn toegestaan bij het reciteren van de Koran. Verschillen tussen qira'at zijn klein en bevatten regels met betrekking tot de verlenging, intonatie en uitspraak van woorden, maar ook verschillen in plofklanken, klinkers, medeklinkers (wat leidt tot verschillende voornaamwoorden en werkwoordsvormen) en soms hele woorden (zie de voorbeelden hierbeneden).
Qira'at worden lezingen of recitaties genoemd omdat de Koran oorspronkelijk mondeling verspreid en overgeleverd is en hoewel er een geschreven tekst was, bevatte deze niet de meeste klinkers of het onderscheid tussen veel medeklinkers, waardoor er variatie mogelijk was.
Qira'at zijn afkomstig van bekende personen die de Koran konden reciteren. Hoewel zij in de tweede en derde eeuw van de islam leefden, leefde de academicus die de eerste zeven qira'at goedkeurde (Abu Bakr Ibn Mujahid) een eeuw later en hebben de lezingen een "transmissieketen" (vergelijkbaar met de hadith) die teruggaat tot de tijd van Mohammed. Abu Bakr Ibn Mujahid heeft deze zeven qira'at vastgesteld door zeven van de bekendste en meest gewaardeerde leraren met betrekking tot het reciteren van de Koran in vijf steden in de moslimwereld uit te kiezen. Zij zijn Nafie van Medina, Ibn Kathir van Mekka, Aboe Amr ibn Al-Alaa van Basra, Abdullah ibn Amir van Damascus en Aassim, Hamzah en Al-Kissaie van Koefa. Later telden sommige academici hier nog qira'at van drie andere personen bij op bij het schrijven van boeken over de manier van reciteren.
Het is gebruikelijk geworden over iedere manier van reciteren te schrijven zoals gerapporteerd door twee van de studenten van de originele leraar. Voor Aassim van Koefa zijn dit Shubah en Hafs.

## Lijst met lezingen[5][6]
De onderstaande lijst geeft voor ieder van de vijf meest gebruikte lezingen aan welk percentage moslims er wereldwijd gebruik van maakt en in welke landen de lezing wordt gebruikt.
| Lezing  | Percentage | Locaties                                                         |
| ------- | ---------- | ---------------------------------------------------------------- |
| Hafs    | 95         | Grootste deel van de moslimwereld                                |
| Warsh   | 3          | Algerije, Marokko, Tunesië (gedeeltelijk), West-Afrika en Soedan |
| Hisham  | 1          | Jemen (gedeeltelijk)                                             |
| Qalun   | 0,7        | Libië, Tunesië en Qatar (gedeeltelijk)                           |
| Al-Duri | 0,3        | Sudan (gedeeltelijk) en West-Afrika                              |

## Enkele verschillen tussen Hafs en Warsh[7][8][9]
In de onderstaande tabel wordt voor Hafs de vertaling van M. F. Abdasalaam gebruikt. Deze vertaling is aangepast voor Warsh om de verschillen tussen deze twee lezingen te verduidelijken.
| Koranvers | Hafs                     | Vertaling | Warsh                    | Vertaling |
| --------- | ------------------------ | --- | ------------------------ | --- |
| 1:4       | مَـٰلِكِ (maaliki)           | De Heerser op de Dag des Oordeels. | مَلِكِ (maliki)             | De Koning op de Dag des Oordeels. |
| 2:119     | وَلَا تُسْـَٔلُ (walaa tus'alu) | En jij zult niet ondervraagd worden over de bewoners van het laaiende vuur.                                                                                    | وَلَا تَسْئَلْ (walaa tas'yal) | En vraag niet over de inwoners van het laaiende vuur. |
| 2:125     | وَٱتَّخِذُوا۟ (waattakhidhuu)  | En neem voor jouw (mensen) de plek van Abraham als een gebedsplaats.                                                                                           | وَاتَّخَذُواْ (waattakhadhuu)  | En zij hebben voor jouw (mensen) de plek van Abraham als een gebedsplaats genomen.                                                                                |
| 2:140     | تَقُولُونَ (taquuluuna)      | Of zeggen jullie dat Abraham, Ismaël, Isaac, Jacob en de stammen Joden en Christenen waren?                                                                    | يَقُولُونَ (yaquuluuna)      | Of zeggen zij dat Abraham, Ismaël, Isaac, Jacob en de stammen Joden en Christenen waren?                                                                          |
| 2:184     | مِسْكِينٍ (miskiinin)        | Zo hoort men voor elke gegeten dag een arme te voeden. | مَسَٰكِينَ (masaakiina)       | Zo hoort men voor elke gegeten dag arme mensen te voeden. |
| 3:146     | قَاتَلَ (qaatala)           | En vele Profeten vochten en met hen (vochten) grote groepen van religieus geleerden mannen.                                                                    | قُتِلَ (qutila)             | En vele Profeten werden gedood en met hen (vochten) grote groepen van religieus geleerden mannen.                                                                 |
| 17:42     | يَقُولُونَ (yaquuluuna)      | Zeg (O Mohammed): “Als er anderen goden bij Hem geweest zouden zijn, zoals zij zeggen, dan zouden zij zeker een weg naar de Heer van de Troon hebben gezocht.” | تَقُولُونَ (taquuluuna)      | Zeg (O Mohammed): “Als er anderen goden bij Hem geweest zouden zijn, zoals jullie zeggen, dan zouden zij zeker een weg naar de Heer van de Troon hebben gezocht.” |
| 21:4      | قَالَ (qaala)              | Hij (Mohammed) zei: “Mijn Heer kent (ieder gesproken) woord in de hemelen en op de aarde. En Hij is Alhorend, Alwetend.                                        | قُل (qul)                 | Zeg (O Mohammed): “Mijn Heer kent (ieder gesproken) woord in de hemelen en op de aarde. En Hij is Alhorend, Alwetend.                                             |
| 28:48     | سِحْرَانِ (siHraani)         | Zij zeiden: “Twee soorten toverkunsten elkaar helpend!” | سَٰحِرَٰنِ (saaHiraani)        | Zij zeiden: “Twee tovenaars elkaar helpend!” |
| 42:30     | فَبِمَا (fabimaa)           | En wat voor rampen jullie ook treffen, dat is vanwege hetgeen jullie handen verdienden.                                                                        | بِمَا (bimaa)              | En wat voor rampen jullie ook treffen, dat is vanwege hetgeen jullie handen verdienden.                                                                           |